# Wat als? (Nederland)
Wat als? is een Nederlands sketch-programma, gebaseerd op de Vlaamse versie van Wat als?. Elke sketch start met een vraag die begint met Wat als?. Als antwoord op deze vraag wordt een absurde sketch gemaakt.

## Acteurs
- Annet Malherbe
- Michiel Nooter
- Kasper van Kooten
- Vincent Croiset
- Max van den Burg
- Sieger Sloot
- Jelka van Houten
- Marcel Musters
- Ronald Snijders
- Tina de Bruin
- Roeland Fernhout
- Kees Boot

## Trivia
- De presentator die op straat de 'Wat als-vragen' stelt wordt gespeeld door Kasper van Kooten.